# 道の駅北方よっちみろ屋
道の駅北方よっちみろ屋（みちのえき きたかたよっちみろや）は、宮崎県延岡市にある国道218号の道の駅である。

## 概要
2015年（平成27年）4月29日に九州中央自動車道（北方延岡道路） 蔵田交差点 - 北方IC間開通と同時に開駅し、蔵田交差点に隣接して設置された。
旧・北方町が1999年（平成11年）11月27日に農林産物直売所「よっちみろ屋」として国道218号沿いに開設。一般財団法人「速日の峰振興事業団」が指定管理者として延岡市から運営を委託されていたが、2017年（平成29年）からは延岡市内3つの道の駅を経営する「のべおか道の駅株式会社」が運営している。
道の駅としての開駅にあわせてトイレと駐車場を24時間利用可能とし、情報提供施設などが整備されている。

## 歴史
- 1999年（平成11年）11月27日 - 農林産物直売所「よっちみろ屋」として開設。
- 2014年（平成26年） - 10月10日 - 国土交通省より道の駅第42回登録において、「道の駅北方よっちみろ屋」として登録[1]。
- 2015年（平成27年）4月29日 - 開駅[1][2]。

## 施設
- 駐車場 - 44台
- 公衆トイレ - 23基
- 情報提供施設（地域案内看板）
- 休憩施設
- 公衆電話
- 物販・飲食施設
- 早日渡簡易郵便局併設
- 自動販売機

## アクセス
- 国道218号（日之影バイパス） - 登録路線
- E77 九州中央自動車道（北方延岡道路） 蔵田交差点